# W59 (核彈頭)
W59是美國的一款熱核彈頭，在1962-1969年間用於些LGM-30民兵I型洲際彈道導彈，並計劃用於已取消的AGM-48空射彈道導彈上。

## 歷史
民兵I型洲際彈道導彈的研發於1958年2月獲得批准，至3月，完成了對新型洲際彈道導彈的彈頭可行性研究。4月，由勞倫斯利放射實驗室(現稱勞倫斯利佛摩國家實驗室)設計的XW-56彈頭得到進行研發的正式認可。該計劃需要大量的人力物力，以及其伴隨而來的資金問題。
儘管該計劃期間的詳細資料和日期仍為機密，但在1960年12月期間(或之前)的某個時間點，第2枚民兵彈頭獲准生產，其首次生產日期和全面生產日期分別為1962年7月和1962年12月。在1961年3月，它被命名為XW-59。
該彈頭並沒有包含電力，而是帶有一個外部供電的旋轉式斷路器(英語: rotary chopper)替武器的X-元件充能。慣性開關(英語: inertial switch)防止武器在發射至環境前啟動。1960年12月，決定在XW-59上使用XW-56的環境傳感裝置。
1961年1月，Mark 5重返大氣層載具聯合工作組已經分配了配對XW-56與Mark 5重返大氣層載具的工作，工作組也被委派安裝XW-59到重返大氣層載具的工作。5月，Mark 11 重返大氣層載具的第二個工作組成立。計劃是以Mark 11在1963年1月投入使用為開始，最終以Mark 11替換所有Mark 5。
1961年5月，有人注意到該武器的重返大氣層載具和點火系統是由Avco公司設計，而桑迪亞國家實驗室負責發射測試、外部啟動器(英語: external initiators)、環境傳感裝置、以及收容和安裝結構。該彈頭也與AGM-48空射彈道導彈相容，並且所有電力組件(除外部啟動器外)均已投產。彈頭的安全性也因其自身沒有電源，加上環境傳感裝置的使用，以及彈頭必須接收到兩個正確發射信號順序才能引爆而有保證。
該彈頭的飛行測試在1961年底進行，Mark 59 Mod 0彈頭設計於1961年12月公布。雖然民兵導彈的可運作日期從1962年7月推遲至9月，但彈頭的首次生產日期仍保持不變，第一枚彈頭於1962年6月如期交付。
Mark 59 Mod 0的最終研發報告指出，它符合所有設計規範，但有一些仍屬機密設計的情況例外。
在1962年6月-1963年7月期間總共生產了150枚W59彈頭。所有W59都在1969年6月退役。
尋找可供AGM-48空射彈道導彈使用彈頭的工作在1960年3月開始。所用彈頭需求如下，首次生產日期為1963年7月，以及該武器可大量生產。1960年4月，一個研究小組進行會議並決定可與AGM-48空射彈道導彈相容的合適設計。操作部署日期定於1963年7月。
在這研究小組中，它們指用於XW-59的XW-56的環境傳感裝置並不適用於AGM-48空射彈道導彈，因為AGM-48空射彈道導彈可經自由落體投放，而XW-56的環境傳感裝置並不適用該情景。1961年3月，AGM-48空射彈道導彈聯合工作小組進行了會議並得出結論，最初的1963年7月部署日期是不切實際的，因為該武器的飛行測試仍未進行。再者，因為該武器需要特製的環境傳感裝置，供AGM-48空射彈道導彈用的XW-59彈頭被重新命名為XW-59-X1。
隨著AGM-48空射彈道導彈的生產日期開始推遲，首次飛行測試計劃在1963 年 12月進行。桑迪亞國家實驗室反對只進行兩次飛行測試的計劃，而是希望進行8-12次飛行測試。1961年8月，因應桑迪亞國家實驗室的要求，AGM-48空射彈道導彈的首次生產日期而延期至1964年4月。
1962年12月，所有XW-59-X1的研發工作停止，1963年3月，AGM-48空射彈道導彈及其彈頭研發計劃被取消。

## 設計
W59的直徑為16.3英寸(41 cm)，長47.8英寸(121 cm)，重550磅(250 kg)。根據官方文件，其設計爆炸當量為80萬噸(3,300 TJ)。W59有接觸和空爆兩種引信模式。

W59是Chuck Hansen研究員識別出的5個核武器設計之一，因為W59採用了Tsetse初級核彈設計。Hansen的研究指Tsetse初級核彈設計用於B43核彈、W44、W50、B57核彈以及W59上。
歷史證據表明，這些武器存在可靠性問題，Hansen將這問題歸咎於核聚變中氚的反應截面的錯誤計算。由於試驗在1958 -1961年暫停，該武器並沒有像之前的型號那樣廣泛地進行測試，在試驗暫停結束後，其可靠性問題也被發現並修復。這問題在Python初級核彈設計的核武器中廣泛存在。